# Clematis lasiandra
Clematis lasiandra är en ranunkelväxtart som beskrevs av Carl Maximowicz. Clematis lasiandra ingår i släktet klematisar, och familjen ranunkelväxter. Inga underarter finns listade i Catalogue of Life.